# Întâlnire cu surprize (film din 1987)
Întâlnire cu surprize (titlu original: Blind Date) este un film american de comedie romantică din 1987 regizat de Blake Edwards. Rolurile principale au fost interpretate de actorii Bruce Willis și Kim Basinger. A avut recenzii majoritar negative din partea criticilor, dar a fost un succes la box office.
Inițial rolurile principale au fost create pentru Madonna și Sean Penn.

## Distribuție
- Bruce Willis - Walter Davis
- Kim Basinger - Nadia Gates
- John Larroquette - David Bedford
- William Daniels - Judge Harold Bedford
- George Coe - Harry Gruen
- Mark Blum - Denny Gordon
- Phil Hartman - Ted Davis
- Stephanie Faracy - Susie Davis
- Alice Hirson - Muriel Bedford
- Stanley Jordan - himself
- Graham Stark - Jordan the Butler
- Joyce Van Patten - Nadia's Mother
- Barry Sobel - Gas Station Attendant
- Armin Shimerman - French Waiter
- Brian George - Maitre d'
- Jeannie Elias - Walter's Secretary
- Dick Durock - Bouncer
- Sab Shimono - Mr. Yakamoto
- Momo Yashima - Mrs. Yakamoto
- Herb Tanney - Minister
- Nicholas Rue - Background Creep